# Ermita de San Pedro (Tepeyahualco)

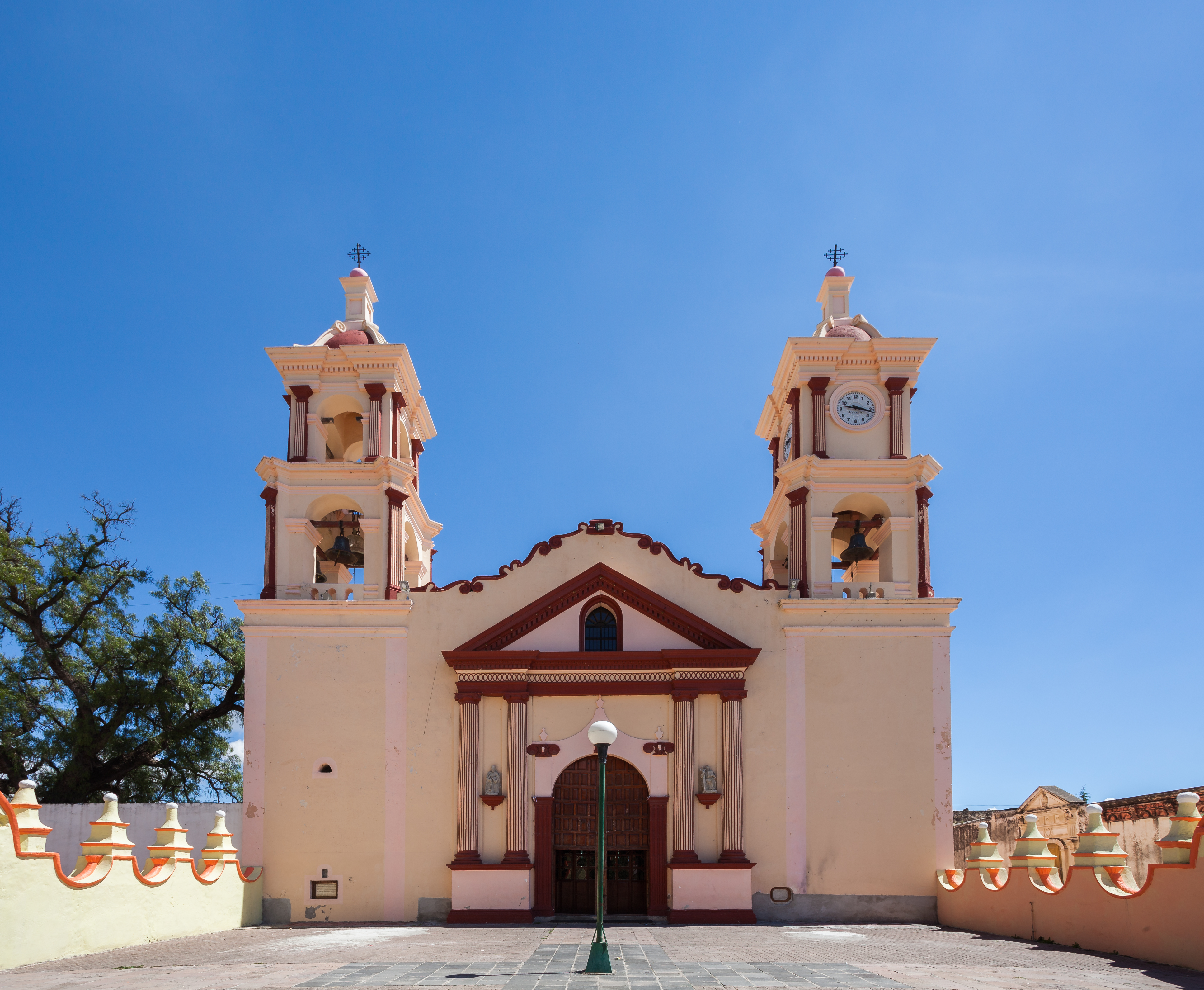
Fachada del templo.

La ermita de San Pedro Apóstol está situada en el municipio de Tepeyahualco, en el estado de Puebla, México.

## Características
El templo data de siglo XVI y se levantó en honor al apóstol San Pedro. La construcción del edificio fue prolongada por lo el resultado es una amalgama de diferentes estilos, desde el neoclásico hasta el barroco. Cabe destacar que la parroquia aún conserva parte de su mobiliario original.

## Galería de imágenes

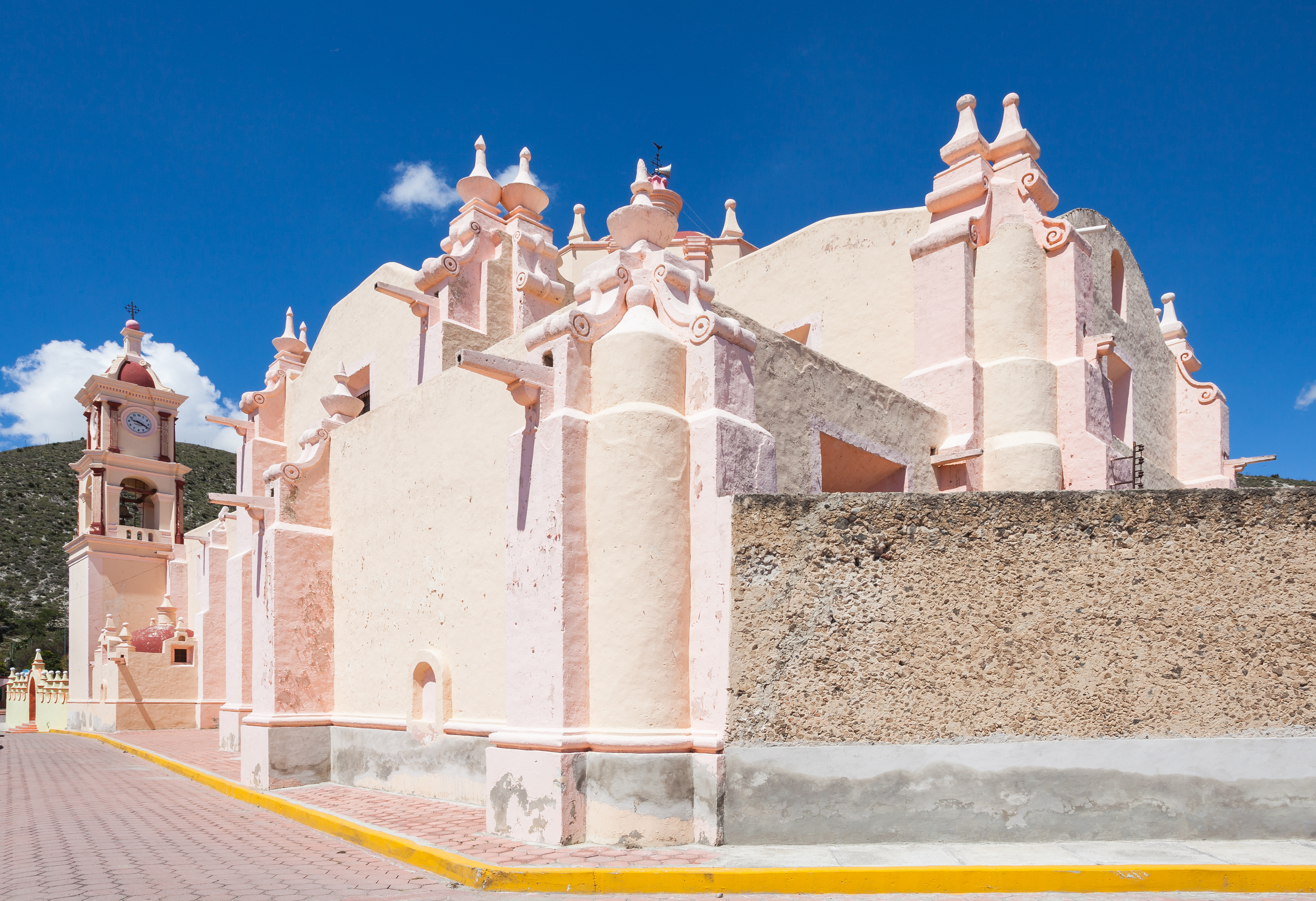
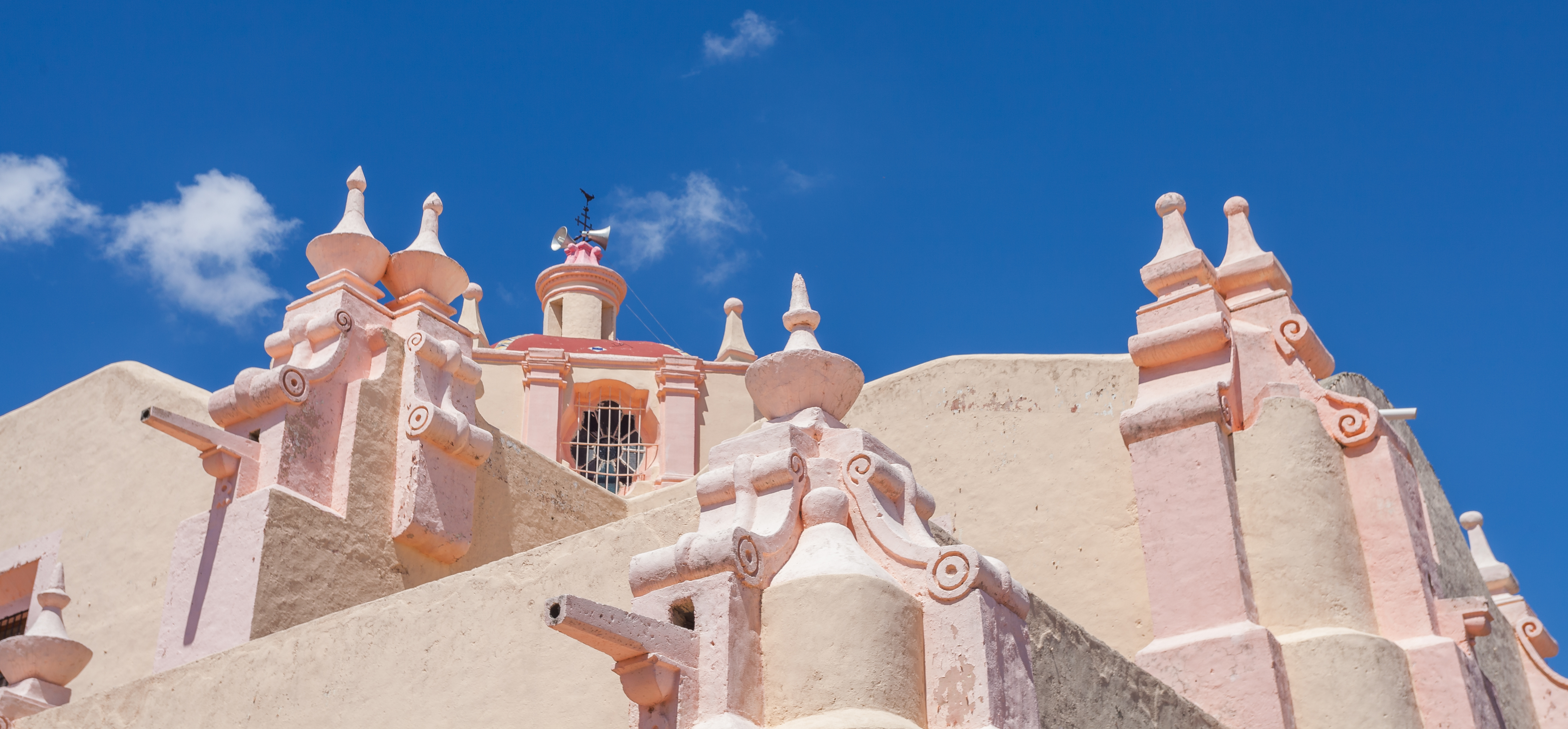
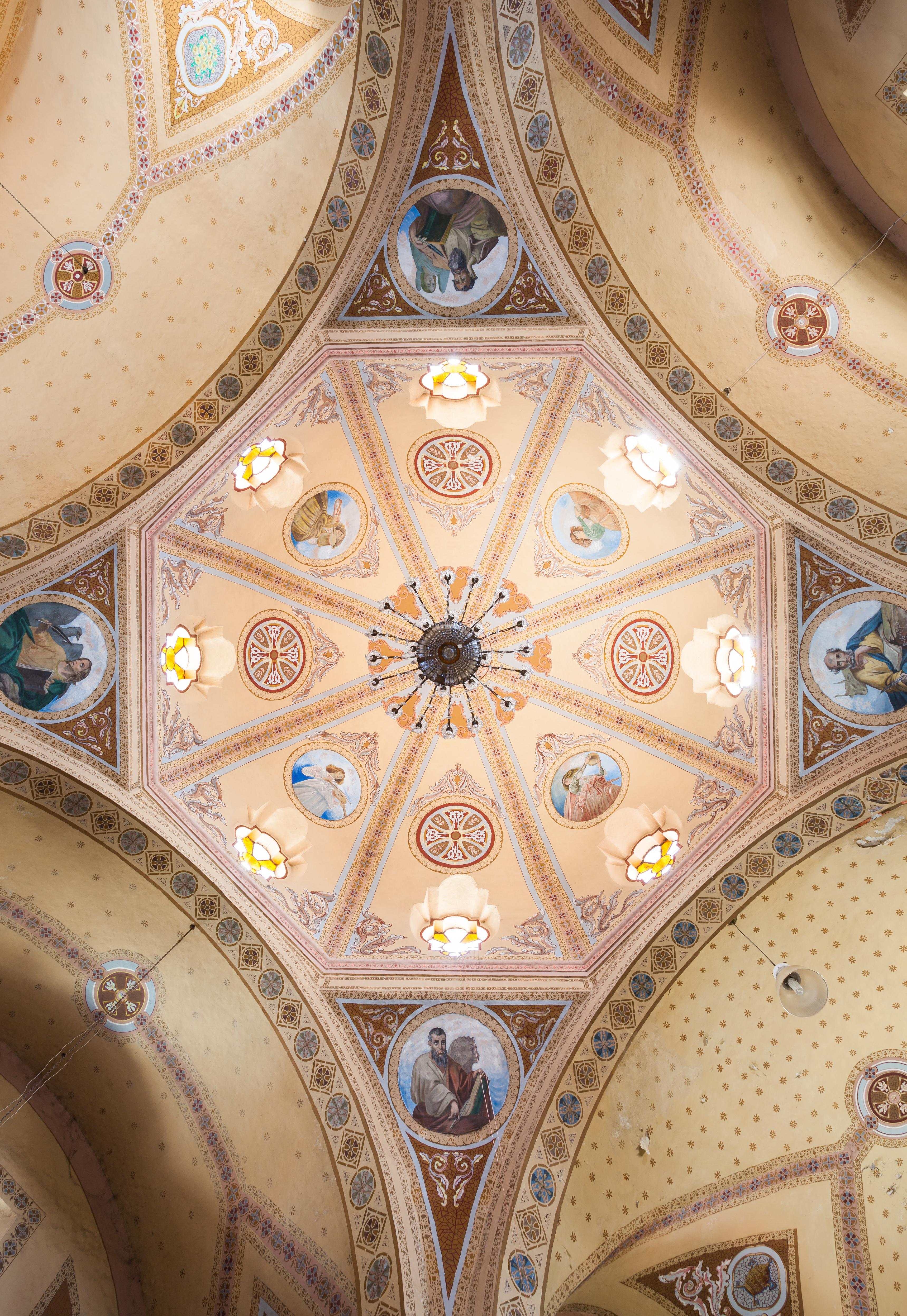
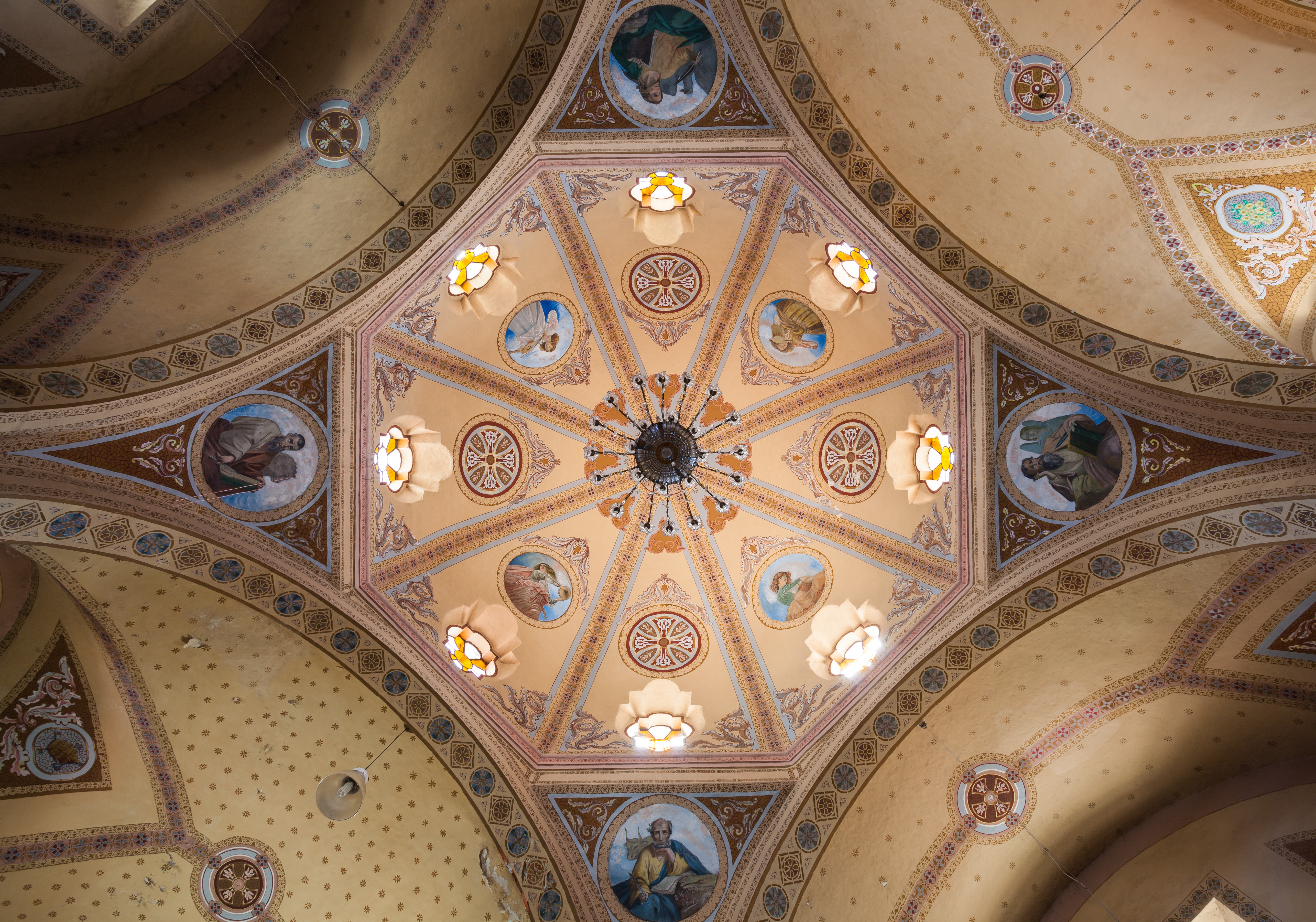
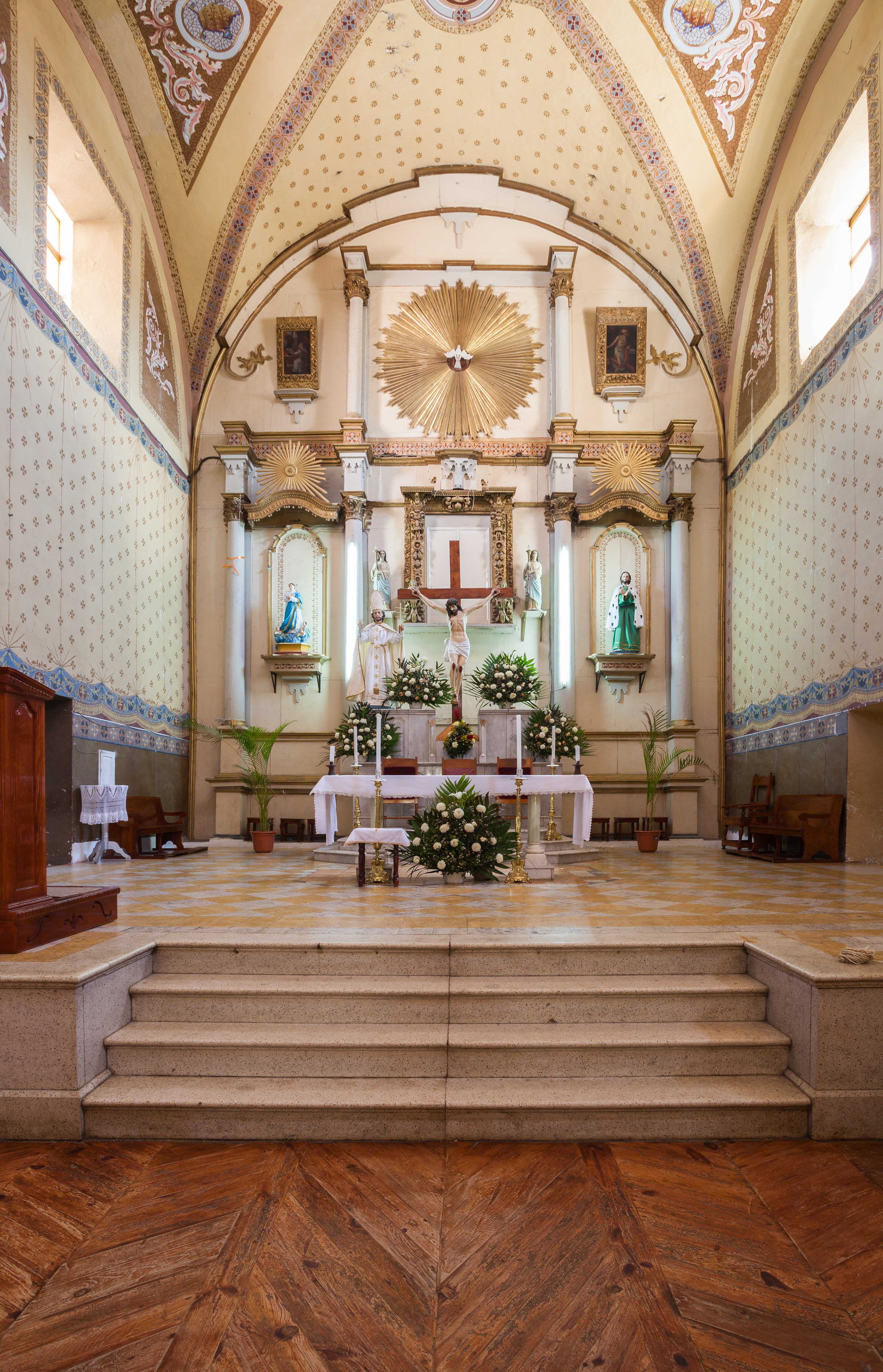
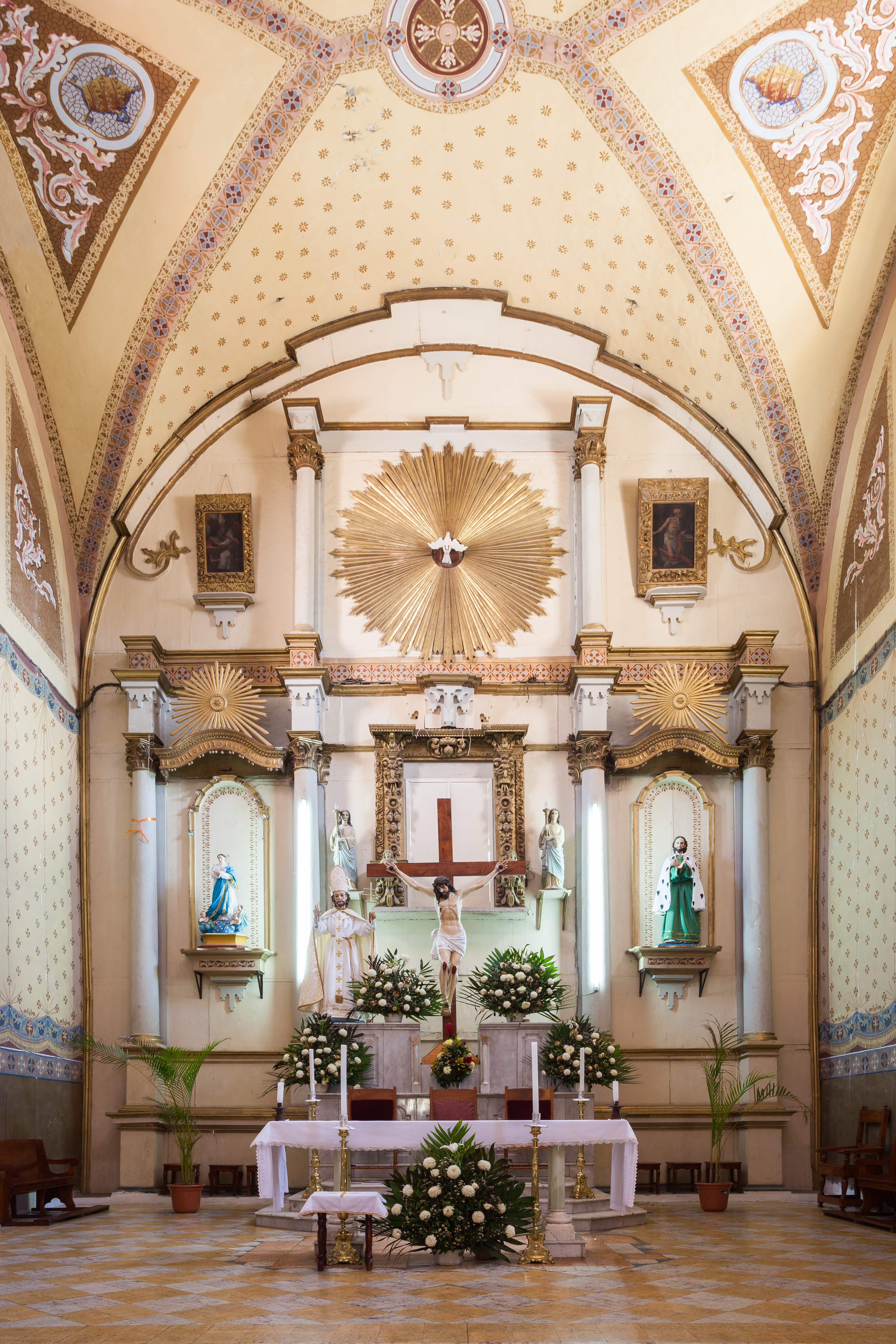